# Selina Heregger
Selina Heregger, avstrijska alpska smučarka, * 29. april 1977, Lienz.
Nastopila je na Olimpijskih igrah 2002, kjer je bila šesta v smuku in enajsta v kombinaciji. Na Svetovnem prvenstvu 2001 je osvojila bronasto medaljo v smuku. V svetovnem pokalu je tekmovala deset sezon med letoma 1995 in 2005 ter dosegla dve uvrstitvi na stopničke. V skupnem seštevku svetovnega pokala je bila najvišje na sedemnajstem mestu leta 2002.